# Eutrichota parkeri
Eutrichota parkeri är en tvåvingeart som först beskrevs av Malloch 1918.  Eutrichota parkeri ingår i släktet Eutrichota och familjen blomsterflugor. Inga underarter finns listade i Catalogue of Life.